# Кубань (Липецька область)
Кубань (рос. Кубань) — присілок у Грязінському районі Липецької області Російської Федерації.
Населення становить 901  особу. Належить до муніципального утворення Княжебайгорська сільрада.

## Історія
З 13 червня 1934 до 6 січня 1954 року у складі Воронезької області. Відтак входить до складу Липецької області.
Згідно із законом від 23 вересня 2004 року № 126-ОЗ органом місцевого самоврядування є Княжебайгорська сільрада.

## Населення
| 1926 | 2010 | 2013 |
| ---- | ---- | ---- |
| 76   | ↗940 | ↘901 |